# Zentralgefängnis von Rangun
Das Zentralgefängnis von Rangun (englisch Rangoon Central Gaol) befand sich in Rangun, Myanmar. Es lag dort, wo sich heute das New General Hospital befindet, nördlich der Bo Gyoke Road. Es wurde in der Nachkriegszeit abgerissen. Heute ist das Insein-Gefängnis das wichtigste Gefängnis in der Region.

## Geschichte
Am 24. Juni 1930 erhoben sich die Gefangenen im Zuge anderer Unruhen. 34 von insgesamt etwa 2000 Insassen wurden erschossen.
Im Zweiten Weltkrieg brachten die Japaner hier 600 Kriegsgefangene der Alliierten unter. Am 25. April 1945 zogen sich die Japaner zurück. Zeitweise waren auch 13 irische Nonnen interniert.